# کهن کریم‌بخش (مهرستان)
کهن کریم‌بخش یک روستا در ایران است که در استان سیستان و بلوچستان واقع شده‌است. کهن کریم بخش ۲۹۳ نفر جمعیت دارد.